# José Bezerra Gomes
José Bezerra Gomes (Currais Novos, 9 de março de 1911 – 25 de maio de 1982) foi um escritor norte-riograndense cuja obra obra aborda temática regionalista nordestina.

## Vida
É norte-rio-grandense, nasceu no sítio Brejuí (Mina Brejuí), município de Currais Novos. O contexto ficcional de José Bezerra Gomes é a região do Seridó, a cidade de Currais Novos e as plantações de algodão, onde o autor construiu seus personagens no universo deste sertão norte-rio-grandense.
Em sua homenagem foi criada uma fundação de apoio à cultura, a Fundação Cultural José Bezerra Gomes, na sua cidade natal, Currais Novos, no Rio Grande do Norte.

## Publicações
Suas principais obras são: 
- Os Brutos (romance, 1938),
- Por Que Não se Casa, Doutor? (romance, 1944),
- A Porta e o Vento (romance, 1974),
- Antologia Poética (poesia, 1975).